# Finsko na Letních olympijských hrách 1972
Finsko na Letních olympijských hrách 1972 v německém Mnichově reprezentovalo 96 sportovců, z toho 89 mužů a 7 žen. Nejmladším účastníkem byl Antero Yli-Ikkelä (16 let, 176 dní), nejstarším pak Esa Kervinen (42 let, 248 dní). Reprezentanti vybojovali 8 medailí, z toho 3 zlaté, 1 stříbrnou a 4 bronzové.

## Medailisté
| Medaile | Jméno                                     | Sport           | Disciplína                 |
| ------- | ----------------------------------------- | --------------- | -------------------------- |
| Zlato   | Lasse Virén                               | Atletika        | Muži běh na 5 000 m        |
| Zlato   | Lasse Virén                               | Atletika        | Muži běh na 10 000 m       |
| Zlato   | Pekka Vasala                              | Atletika        | Muži běh na 1 500 m        |
| Stříbro | Reima Virtanen                            | Box             | Váha střední - do 75 kg    |
| Bronz   | Tapio Kantanen                            | Atletika        | Muži 3000 m překážek       |
| Bronz   | Kyösti Laasonen                           | Lukostřelba     | jednotlivci                |
| Bronz   | Risto Hurme Veikko Salminen Martti Ketelä | Moderní pětiboj | družstvo                   |
| Bronz   | Risto Björlin                             | Zápas           | Muži řecko-římský do 57 kg |